# Patrick Suffo
Patrick Suffo-Kengné (* 17. Januar 1978 in Ebolowa) ist ein kamerunischer ehemaliger Fußballspieler.

## Karriere
Patrick Suffo begann seine Karriere in der Jugendmannschaft von Tonnerre Yaoundé, wo er jedoch nicht lange blieb und noch im selben Jahr zum französischen Verein FC Nantes wechselte. Seine Profikarriere begann mit einer Leihe beim FC Barcelona B. Dort konnte er sich einen Stammplatz sichern. Danach kehrte er nach Nantes zurück und blieb dort insgesamt drei Jahre. In Nantes hatte er seinen erfolgreichsten Jahre, da er 1999 den Coupe de France und die Trophée des Champions gewann, musste allerdings wegen eines tätlichen Angriffs auf einen Schiedsrichter auch eine achtmonatige Sperre absitzen. 2000 wechselte er zum englischen Verein Sheffield United, wo er zwei Jahre spielte. Sein letztes Spiel für Sheffield bestritt er im März 2002 im sogenannten Battle of Bramall Lane gegen West Bromwich Albion. In der 64. Minute eingewechselt wurde er bereits zwei Minuten später während einer Rudelbildung wegen eines Kopfstoßes vor den Augen des Schiedsrichters gegen Derek McInnes, der dabei eine Platzwunde erlitt, bereits als dritter Sheffield-Spieler in der Partie vom Platz gestellt. Da in der Folge auch noch zwei Sheffield-Spieler verletzt den Platz verließen, musste die Partie abgebrochen werden. Suffo wurde für seine Aktion vom englischen Verband für insgesamt sechs Spiele gesperrt und zu 3000 £ Strafe verurteilt. Sheffield-Trainer Neil Warnock  hatte nach der Partie verkündet, dass Suffo nie wieder für den Verein auflaufen wird und bereits zwei Wochen nach der Partie wurde er leihweise zum spanischen Klub CD Numancia geschickt, die ihn später fest verpflichteten.
Danach zog er zu Al-Hilal nach Saudi-Arabien weiter, wo er einen Halbjahresvertrag unterschrieb. Danach spielte er zwei Jahre für Coventry City, wo er in 48 Spielen insgesamt zehn Tore schoss. Nachdem sein Vertrag ausgelaufen war, kehrte er wieder nach Arabien zurück, dieses Mal zum Dubai Club, wo er auch einen Halbjahresvertrag unterschrieb.
Nach Ablauf des Vertrags wechselte 2005 er nach Norwegen zu Odd Grenland. Dort sollte er mithelfen, von den Abstiegsplätzen wegzukommen, was ihm mit dem Verein auch erfolgreich gelang. Im Februar 2006 unterschrieb er einen Vertrag beim israelischen Klub Maccabi Petach Tikwa, doch 2007 wurde ihm sein Vertrag gekündigt, da seine Disziplin zu wünschen übrig ließ.
Nach seinem Rauswurf bei Maccabi Petach Tikwa wechselte er zum Ligakonkurrenten FC Aschdod, wo er jedoch nur ein Spiel absolvierte und dabei ein Tor erzielte. 2008 wechselte nach Spanien zu UD Puertollano. Dort blieb er ein halbes Jahr und erzielte in elf Spielen ein Tor. Noch im November desselben Jahres kehrte er nach England, zum FC Wrexham zurück. Sein Debüt machte er beim 1:0-Sieg über Kidderminster Harriers. Sein erstes Tor erzielte er in seinem zweiten Spiel und zwar einen Elfmeter zum 2:1 gegen Kettering Town. Des Weiteren spielte er im Jahr 2011 kurzzeitig für den unterklassigen Verein Bedworth Liberal FC.

## Nationalmannschaft
Zwischen 1997 und 2003 spielte er insgesamt 37 Mal für Kamerun und erzielte dabei vier Tore. Mit der Olympiaauswahl seines Landes nahm er an den Olympischen Spielen 2000 in Sydney teil, wo er mit seinem Team die Goldmedaille holte. Während der Qualifikation zur Fußball-Weltmeisterschaft 2002 kam er dreimal zum Einsatz. Nachdem sich Kamerun für die WM 2002 qualifizieren konnte, wurde er auch im endgültigen WM-Aufgebot berücksichtigt und kam während des Turniers zu zwei Einsätzen ohne Torerfolg. Für Aufsehen sorgte er im Vorrundenspiel gegen Deutschland. Erst in der 53. Minute für Bill Tchato eingewechselt, musste er 24 Minuten später, nach zwei gelben Karten das Spielfeld wieder verlassen.

## Titel und Erfolge
FC Nantes
- Coupe de France: 1999
- Trophée des Champions: 1999

Nationalmannschaft
- Goldmedaille bei den Olympischen Spielen 2000 in Sydney